# والتر ویتالا
والتر ویتالا (فنلاندی: Walter Viitala؛ زادهٔ ۹ ژانویهٔ ۱۹۹۲) بازیکن فوتبال اهل فنلاند است.
از باشگاه‌هایی که در آن بازی کرده‌است می‌توان به باشگاه فوتبال ماریهامن و باشگاه فوتبال اچ‌آی‌اف‌کی اشاره کرد.
وی همچنین در تیم‌های ملی فوتبال زیر ۲۱ سال فنلاند، و فنلاند بازی کرده‌است.